# Тетратиоцианатоаурат(III) калия
Тетратиоцианатоаурат(III) калия — неорганическое соединение, комплексная соль металла калия и тетратиоцианатозолотой кислоты, формулой K[Au(SCN)4]. При нормальных условиях представляет собой оранжево-красные кристаллы, нерастворимые в воде.

## Получение
- Реакция димера хлорида золота(III) (Au2Cl6) с роданидом калия KSCN, в присутствии гидрокарбоната калия KHCO3.

## Физические свойства
Тетратиоцианатоаурат(III) калия образует оранжево-красные кристаллы, почти не растворимые в воде.